# Kouadio Adjoumani
Kouadio Adjoumani (* 1952 in Gouméré, Bondoukou, Elfenbeinküste) ist ein ivorischer Diplomat.

## Leben
Adjoumani wurde 1952 in Gouméré geboren. Einige Jahre später begann er zu studieren und erhielt 1977 einen Bachelor in Englisch von der Universität Paris IV (Université Paris-Sorbonne). Im Jahr 1976 erhielt er ein Diplom in internationalen Beziehungen der EFAP und 1978 von der Université libre de Bruxelles. 1979 war er Absolvent der Abteilung Diplomatie der Ecole Nationale d'Administration (ENA) in Abidjan.
Seit 1979 arbeitet er für das ivorische Außenministerium. In diesem Zusammenhang war er von 1983 bis 1987 in der Botschaft in Deutschland und von 1987 bis 1994 in den Botschaften bei den Vereinten Nationen und anderen internationalen Organisationen in der Schweiz und Wien tätig. Seit 1994 war er dann in der Position des Kabinettschefs des Außenministers tätig.
Im Jahr 1997 wurde er zum außerordentlichen und bevollmächtigten Botschafter im Vereinigten Königreich ernannt. Diese Tätigkeit übte er fünf Jahre aus, bis er 2002 in sein Heimatland zurückkehrte und dort als Berater des Außenministers und später als diplomatischer Berater für diplomatische und humanitäre Angelegenheiten im Amt des Premierministers tätig war.
Im Jahr 2008 wurde er zum ersten außerordentlichen und bevollmächtigten Botschafter der Elfenbeinküste im Königreich der Niederlande ernannt. In dieser Funktion war er auch Ständiger Vertreter bei der Organisation für das Verbot chemischer Waffen. Dies blieb er insgesamt drei Jahre. Nach diesen Jahren wurde er 2011 zum Botschafter bei den Vereinten Nationen, der Welthandelsorganisation und anderen internationalen Organisationen in Genf ernannt. Seitdem ist er auch außerordentlicher und bevollmächtigter Botschafter in der Schweiz. Seit dem 11. Dezember 2015 ist er auch mitakkreditiert für das Fürstentum Liechtenstein. In der Funktion des Ständigen Vertreters bei der Welthandelsorganisation übergab Adjoumani am 23. Oktober 2023 die Annahmeurkunde seines Landes für das Übereinkommen über Fischereisubventionen an die Generaldirektorin Okonjo-Iweala.
Adjoumani ist verheiratet und hat drei Kinder.